# Thyatiry

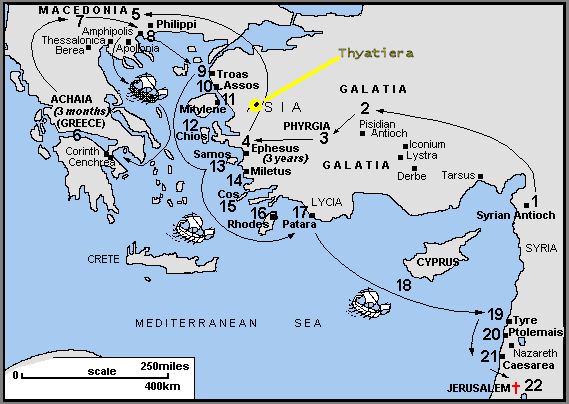
Thyatiry – Pavlova třetí misijní cesta

Thyatiry (také Thyateira) (starořecky Θυάτειρα) byl název starověkého řeckého města v Malé Asii, nyní moderní turecké město Akhisar ("bílý hrad") v provincii Manisa. Název je pravděpodobně lýdského původu. Leží na úplném západě Turecka, jižně od Istanbulu a téměř východně od Athén.

## Poloha
Město Thyatiry se prostíralo ve vnitrozemí na křižovatce důležitých cest a na hlavní cestě spojující města Pergamon, Sardy, Filadelfii a Laodikeiu. Město se nacházelo na pomezí mezi Lýdií a Mýsií a od Egejského moře bylo vzdáleno asi 80 km (50 mil).

## Historie
Starověké řecké město se kdysi nazývalo Pelopia (starořecky Πελόπεια) a Semiramis (starořecky Σεμίραμις). V době válek diadochů se Seleukos I. Níkátór dozvěděl, že jeho manželka porodila dceru a v roce 290 př. n. l. přejmenoval město na Thyateiru (Θυάτειρα), které se stalo součástí Pergamského království. Podle Štěpána Byzantského "Thuateira" z řeckého θυγάτηρ, θυγατέρα (thugatēr, thugatera) znamená "dcera", i když je pravděpodobné, že jde o starší, lýdské jméno. V té době nebyly Thyatiry ještě nijak významné, jak podotkl Plinius st., že byly městem inhonora civitas, tj. bezvýznamné město.
Vzestup města začal za vlády Římské říše, pod kterou město bylo v letech 133 př. n. l.–395 n. l. Římský císař Caracalla povýšil město roku 214 na místní administrativní centrum s pravomocí rozhodování. V té době se město proslavilo obchodem s purpurem, kterým se barvily vzácné látky v četných barvířských dílnách, zakládaly se cechy vlnařů, pláteníků, výrobců svrchních oděvů, barvířů, koželuhů, hrnčířů, pekařů, obchodníků s otroky a kovářů bronzu. Cechy se sdružovaly v syndikáty (řec. συντεχνία).

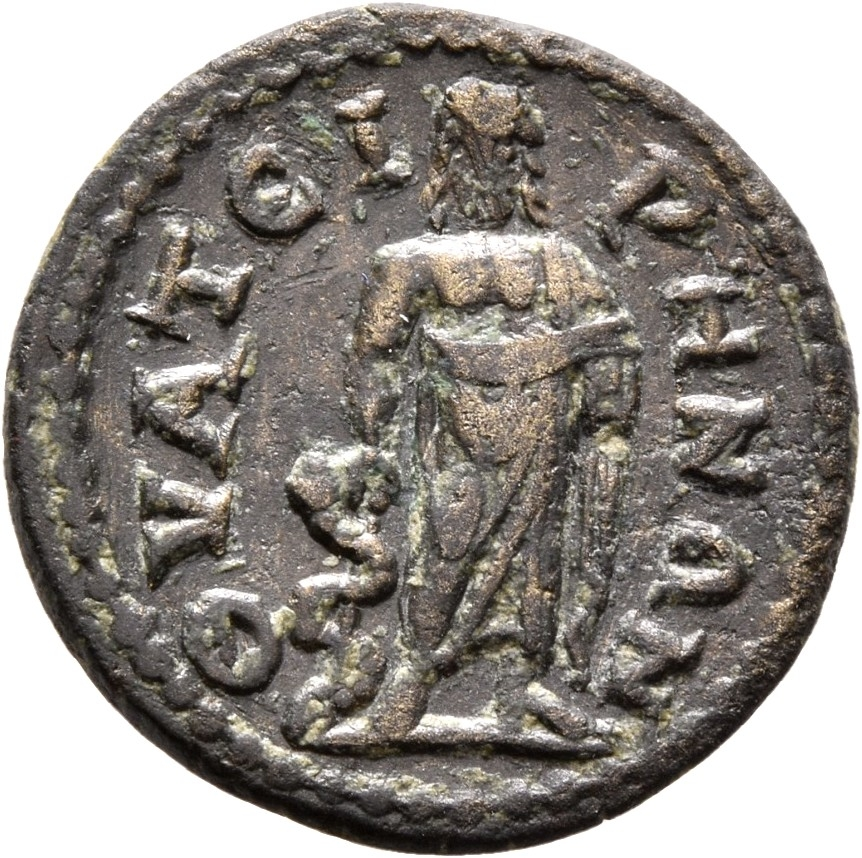
Mince z Thyatir s vyobrazením Asklepia

Vzácná barva králů – purpur se získával z mořských plžů z čeledi ostrankovitých a látky se také hojně barvily tureckou červení z kořene mořeny barvířské.
Thyatiry byly jedním z prvních lýdských měst, kde se začaly používat peníze, jak dosvědčují nálezy bronzových mincí, na kterých jsou zobrazena pohanská božstva Apollóna a Artemis nebo z římské doby postavy římských císařů. Bylo to pohanské město, které žilo spotřebním způsobem života, jehož veškeré úsilí bylo napřímeno na hospodářský růst a prosperitu, kde chyběla kulturní a vzdělávací centra.
V raných křesťanských dobách byly Thyatiry domovem významné křesťanské církve, která je zmíněna v knize Zjevení sv. Jana jako jedna ze sedmi církví. Podle knihy Zjevení sv. Jana žena jménem Jezábel (která si říkala prorokyně) učila a sváděla křesťany v Thyatirách, aby se dopouštěli smilstva a jedli jídlo obětované modlám. Někteří komentátoři, jako například Benson a Doddridge poukazují na to, že v Thyatirách se jednalo o stejné odpadlictví od Boha, které v Izraeli prosazovala Jezábel, jak je zmíněno v biblické 1. knize královské.
V roce 366 v bitvě u Thyatiry porazilo vojsko římského císaře Valense římského uzurpátora Procopia.
V 7. století se město zmítalo v bouřích byzantsko-arabských válek, ve 12. století začaly přicházet první turecké kmeny a po dvě stě let městu střídavě panovali byzantští nebo turečtí vládci, až konečně bej Beylik ze Saruhan roku 1307 město dobyl. Od té doby je město turecké a nazývá se Akhisar podle tehdejších bílých věží (tur. Ak = bílá a Hisár = hrad; řec. Asprokastro, tj. Aspro = bílá a Kastro = zámek).

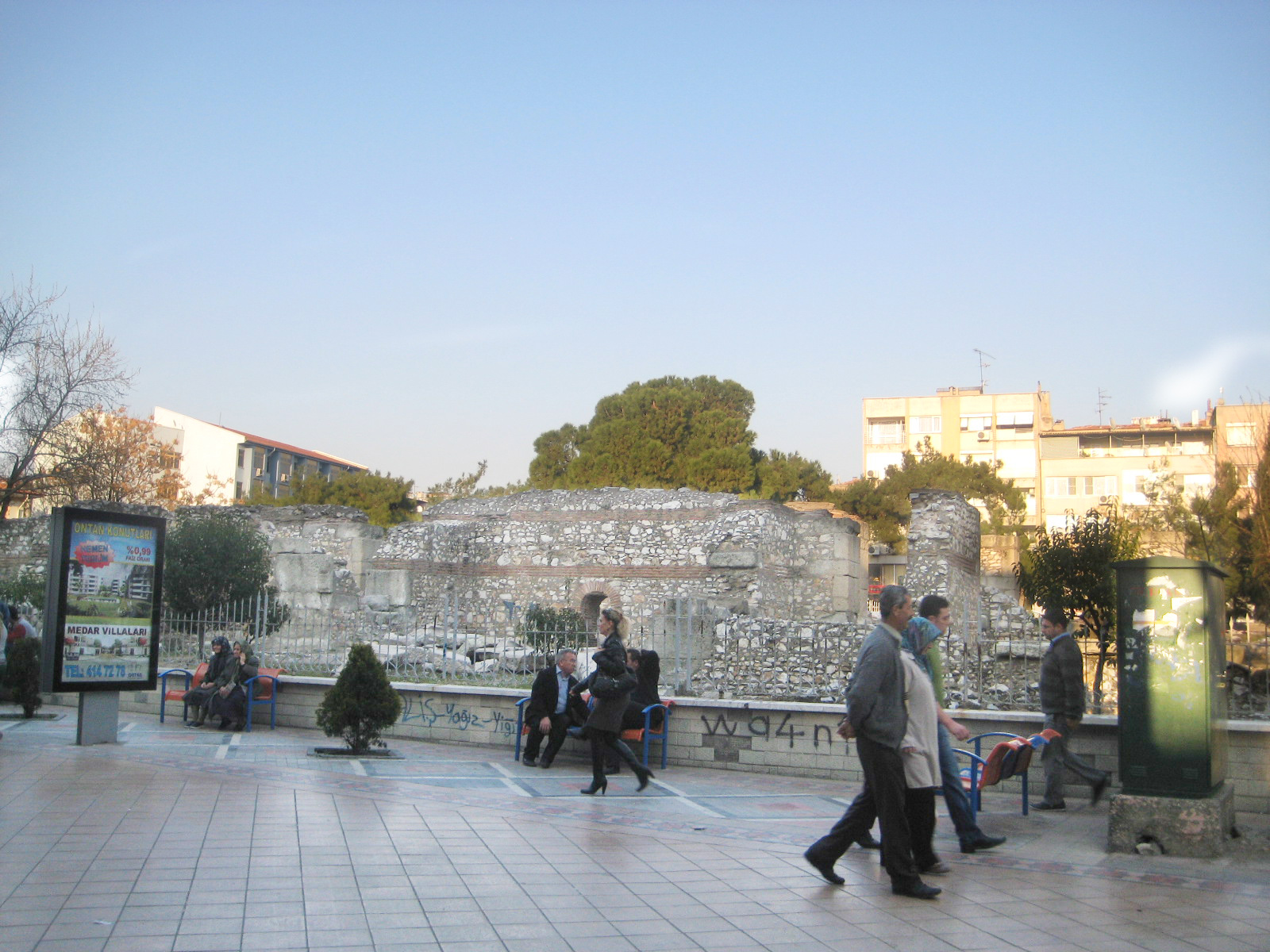
Ruiny Thyatir – Akhisar, Tempemezari

Starověké zříceniny se nacházejí zejména v centru města Akhisar v oblasti Tempemezari.

## Významní lidé
- Lydia z Thyatir – obchodnice s purpurem.[5]
- Artemidorus (starořecky Ἀρτεμίδωρος) z Thyateiry byl starořecký olympijský vítěz v závodě Stadion, na 193. olympiádě v roce 8 př. n. l.[6]
- Nikandr (starořecky: Νίκανδρος), známý také jako Nikandr z Thyateiry (starořecky: Νίκανδρος ὁ Θυατειρηνός) byl starořecký gramatik.

## Biskupství
Město bylo domovem křesťanské komunity již od apoštolského období. Komunita existovala až do roku 1922, kdy bylo pravoslavné křesťanské obyvatelstvo deportováno v důsledku Řecko-turecké války. V roce 1922 jmenoval konstantinopolský ekumenický patriarcha exarchu pro západní a střední Evropu s titulem arcibiskup thyateirský. Současným arcibiskupem thyateirským (od roku 2019) je Nikitas Lulias. Arcibiskup thyateirský sídlí v Londýně a má pastorační odpovědnost za Řeckou pravoslavnou církev ve Spojeném království, Irsku a na Maltě.

## Galerie

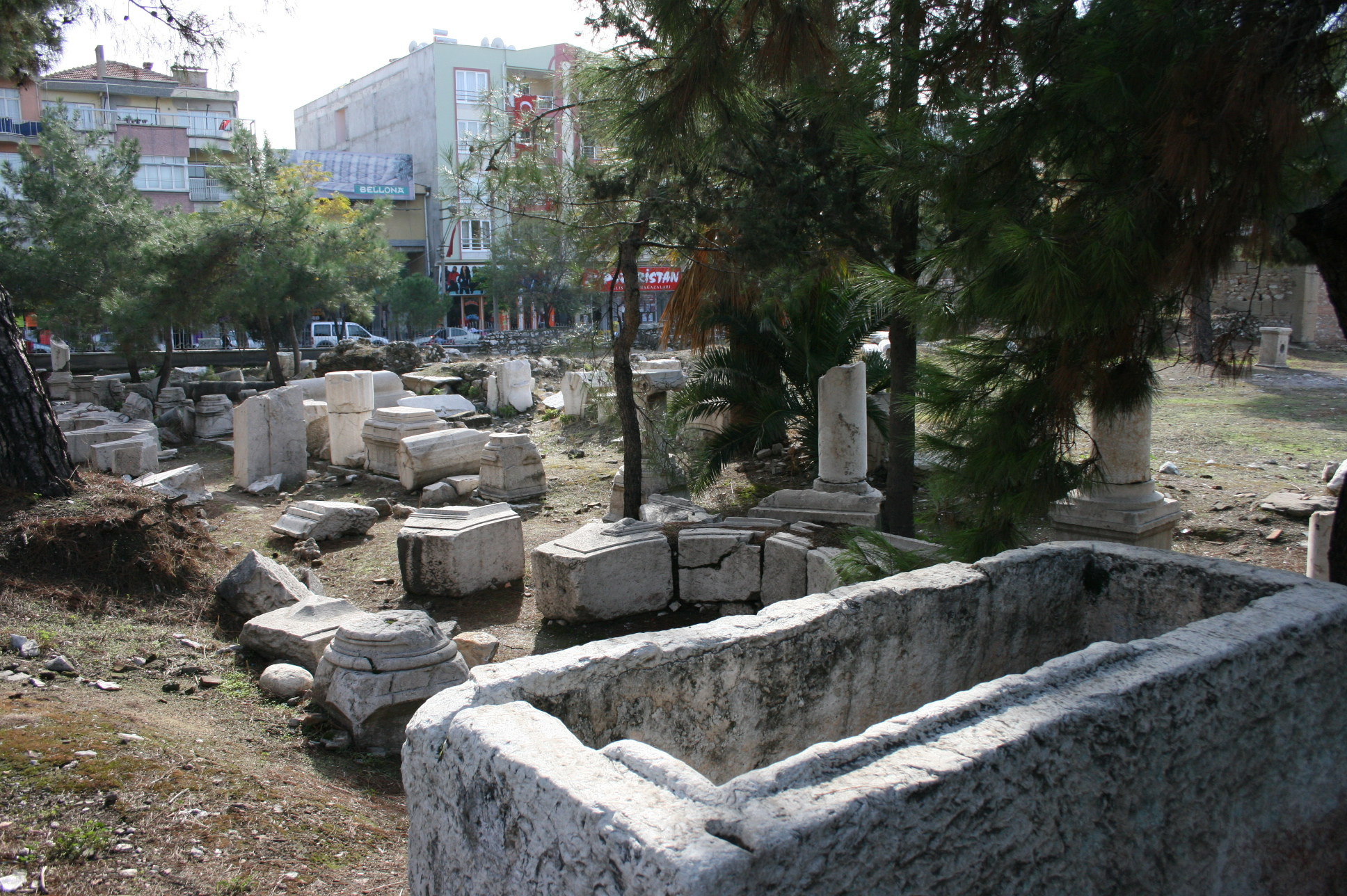
Zříceniny města Thyatir
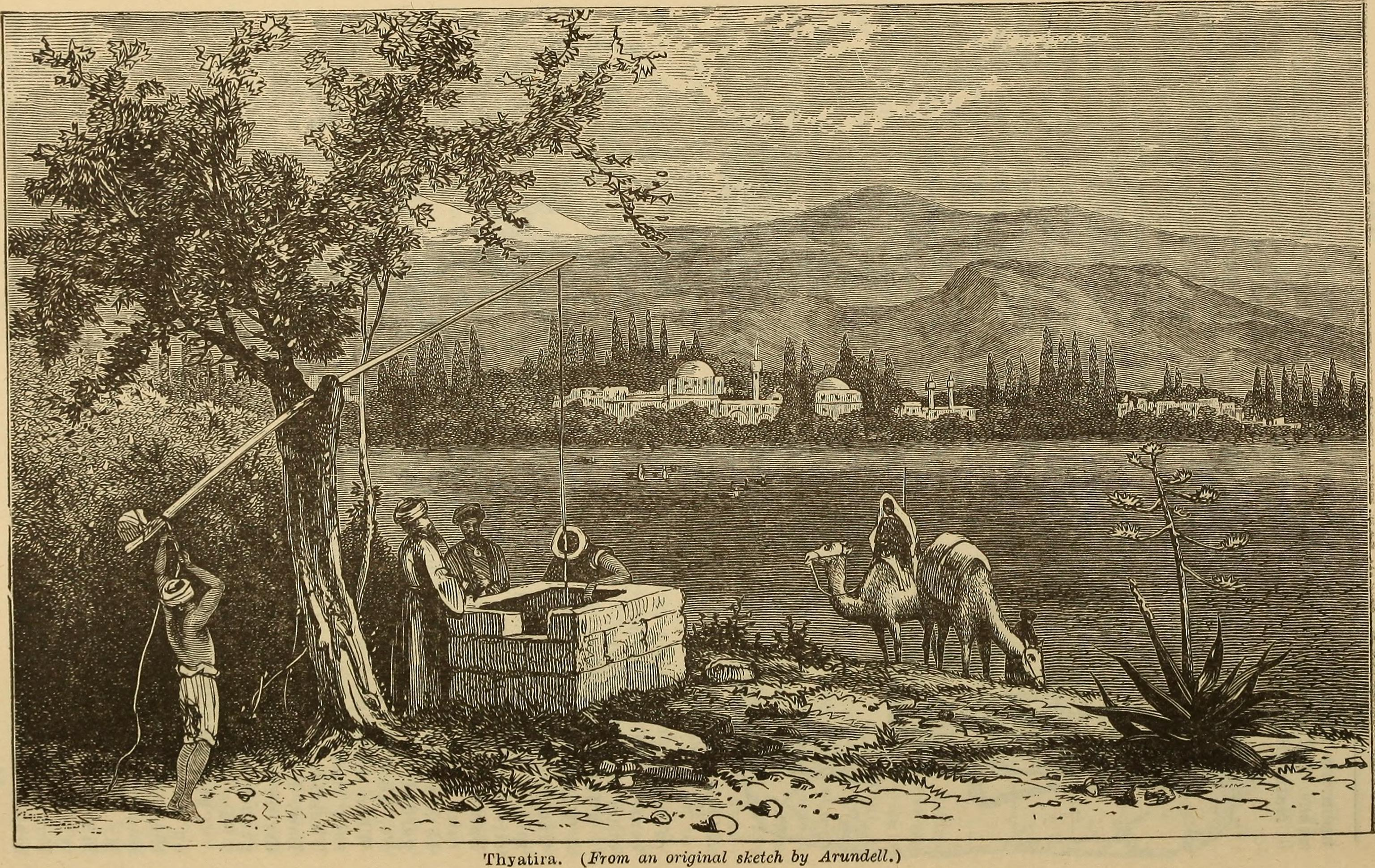
Thyatiry (1887)
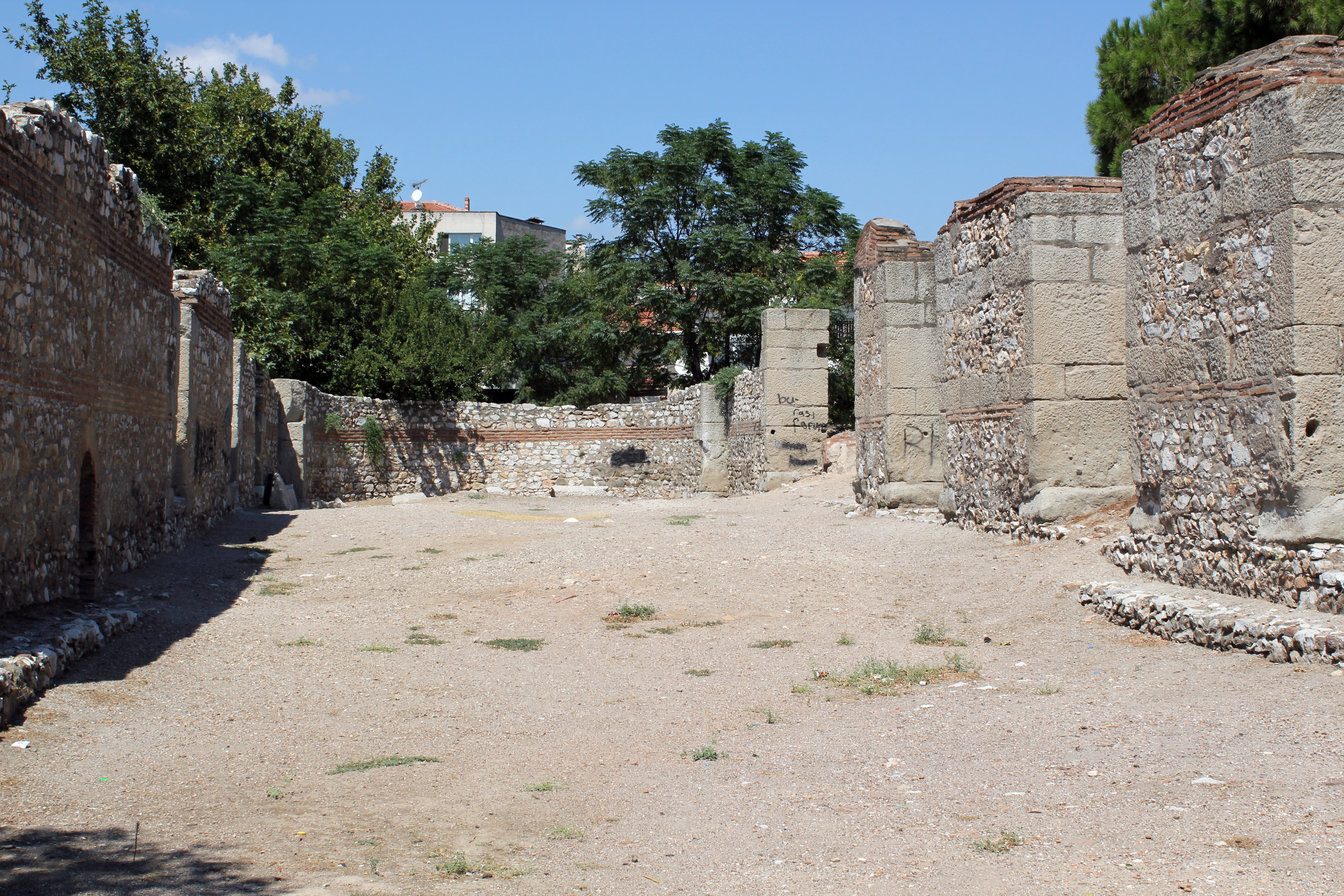
Byzantská bazilika v Thyatirech
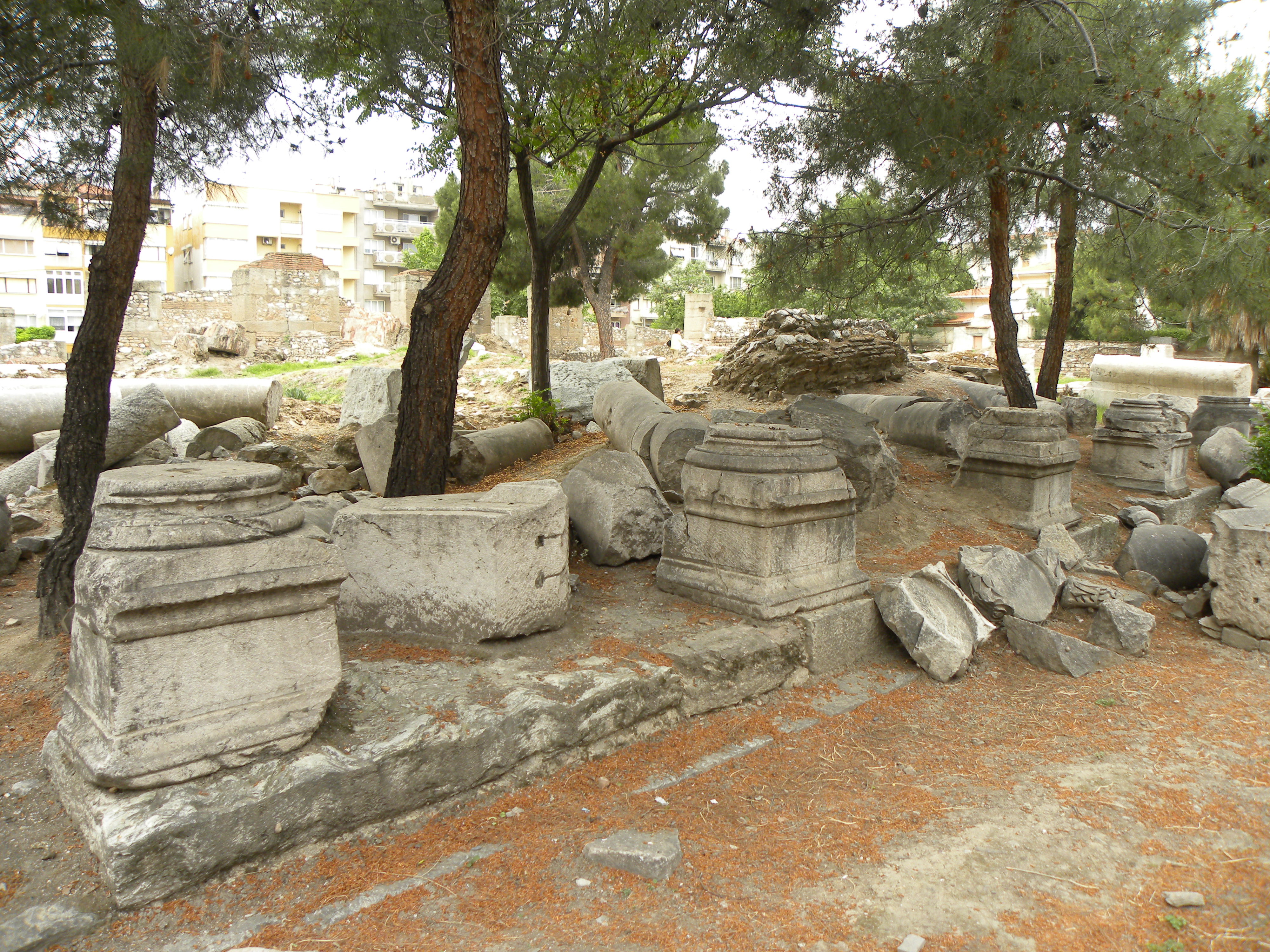
Ruiny portálu, Thyatiry
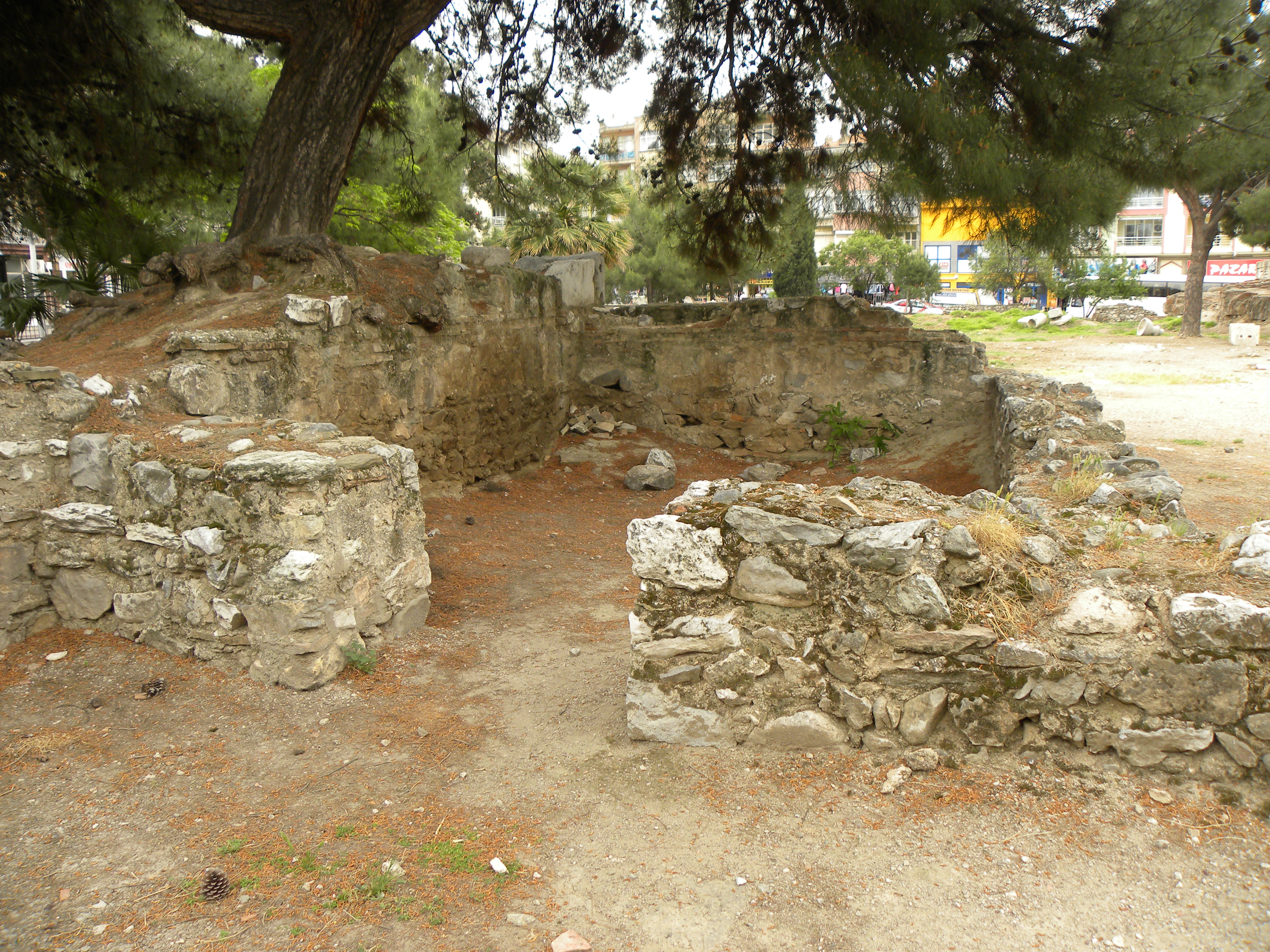
Zříceniny budovy, Thyatiry
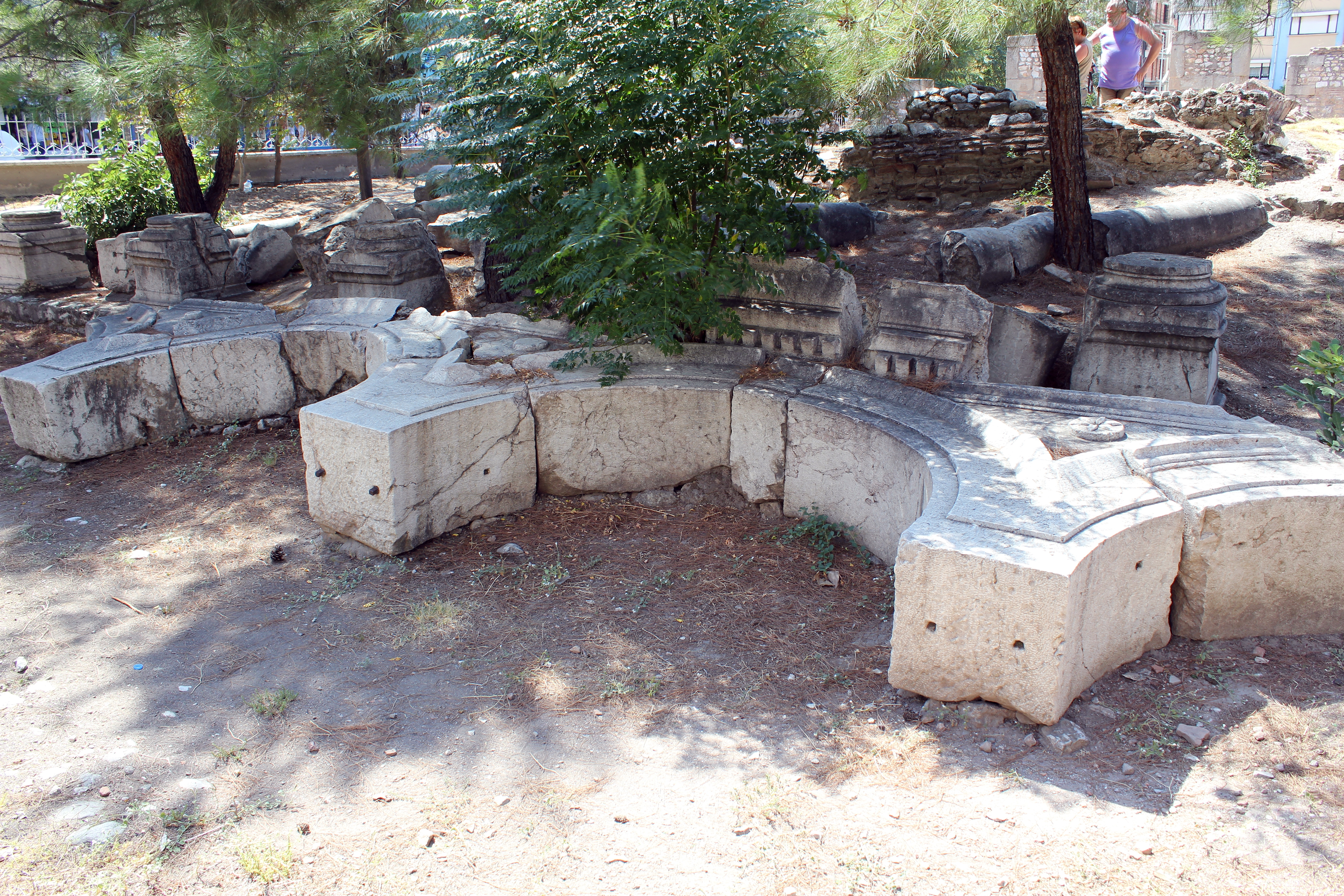
Arkády, ruiny – Thyatiry
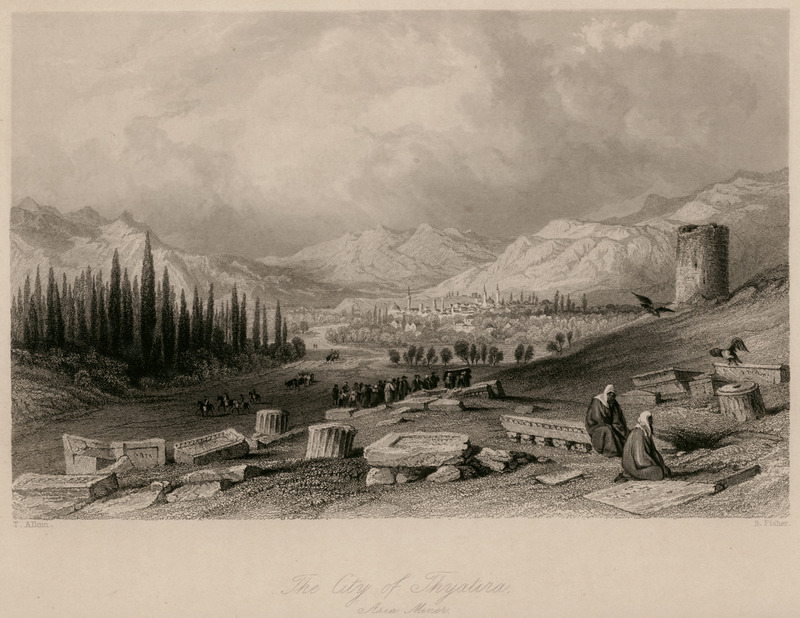
Město Thyatira, Malá Asie – Robert Walsh & Thomas Allom, 1836